# Hipódromo de Downpatrick
El Hipódromo Downpatrick (en inglés: Downpatrick Racecourse) está ubicado a una milla de la ciudad de Downpatrick en el condado de Down, es uno de los dos espacios para carreras de caballos en Irlanda del Norte, en el Reino Unido, siendo el otro el Hipódromo Down Royal. El primer evento en Downpatrick se llevó a cabo en 1685. Aunque Irlanda del Norte forma parte del Reino Unido, las carreras de caballos se desarrollan en un régimen común para todo la isla de Irlanda, por lo que Downpatrick cae bajo la égida del organismo de carreras de caballos de Irlanda en lugar de la Autoridad de carreras de caballos británica.